# Идзуми-Тамагава
Станция Идзуми-Тамагава (яп. 和泉多摩川駅 идзуми тамагава эки) — железнодорожная станция на линии Одавара, расположенная в городе Комаэ префектуры Токио.

## История
- 1927 — Открытие станции
- 1948 — На станции стал останавливаться поезд типа Sakura Semi Express
- 1952 — На станции стал останавливаться поезд типа Semi Express
- 1964 — Скорые поезда не останавливаются на станции
- 1996 — Введена в эксплуатацию новая платформа
- 1997 — Проложены два дополнительных пути для скорых поездов
- 1999 — Перед станцией появилась автобусная остановка
- 2004 — На станции снова стал останавливаться поезд типа Semi Express

### Планировка станции
4 пути и две боковые платформы.
| 1      | ■ Линия Одавара | Син-Юригаока, Сагами-Оно, Хон-Ацуги, Одавара |
| проезд | ■ Линия Одавара | не останавливаются                           |
| проезд | ■ Линия Одавара | не останавливаются                           |
| 2      | ■ Линия Одавара | Кёдо, Симо-Китадзава, Ёёги-Уэхара, Синдзюку  |

## Близлежащие станции
| «     |  | Линия                           |  | »        |
| ----- |  | ------------------------------- |  | -------- |
| Комаэ |  | Линия Одавара                   |  | Ноборито |
| Комаэ |  | Section Semi Express (区間準急) |  | Ноборито |
| Комаэ |  | Local (各駅停車)                |  | Комаэ    |